# 臺灣總督府令
臺灣總督府令於台灣日治時期為具有法律效力的行政命令，法源則來自日本帝國議會頒布的六三法。

## 簡介
1896年適用於台灣的六三法，其第一條就開宗明義闡明「台灣總督在其管轄區域內，得制定具有法律的效力之命令。」以行政觀點來看，為屬於委任立法的一種，也就是日本國委任授予台灣總督府頒布法律命令的權力。
總督府令於六三法適用的1896年－1906年成為台灣所有法律的代名詞。幾乎所有行政，立法，司法運作的法源全部都來自總督府令。雖說依六三法規定，此階段總督府令需由台灣總督府評議會通過，但為總督府成員所組成的評議會，對總督府令毫無制衡效果。
1907年三一法通過，明定總督府令不得與本國法律牴觸，此法稍稍限制總督府權力。俟1922年法三號頒布，該法則規定總督府令只具有法律補充的地位：「只有在台灣有需要，而本土沒有這種法律，或台灣的特殊情況，本土的法律不適合施行於台灣的情形下，才採用制定律令的辦法。」